# Malvasia Istriana
Die Weißweinsorte Malvasia Istriana ist eine von vielen Varietäten aus der Familie der Malvasier innerhalb Italiens, Kroatiens und Portugals. Die Sorte ist sehr alt und vermutlich griechischen Ursprungs.
Der Anbau der Sorte ist in den Provinzen Belluno und Venedig der Region Venetien sowie der Region Friaul-Julisch Venetien empfohlen. Zugelassen ist sie ferner in den Provinzen Padua, Treviso, Verona, Vicenza sowie auf Sardinien. Darüber hinaus gehört sie auf der Halbinsel Istrien (Slowenien, Kroatien) zu den am häufigsten angebauten Sorten.
Die spätreifende Sorte ist mäßig wuchsstark und liefert gute Erträge. Sie ist anfällig gegen den Mehltau. Der Most ergibt alkoholreiche Weißweine mit schönem Aroma. Die Weine finden Eingang in die DOC Weine Carso, Colli Orientali del Friuli, Collio Goriziano, Friuli-Annia, Friuli Aquileia, Friuli Isonzo und Friuli Latisana.
Die bestockte Fläche beträgt in Italien ca. 990 Hektar.

## Synonyme

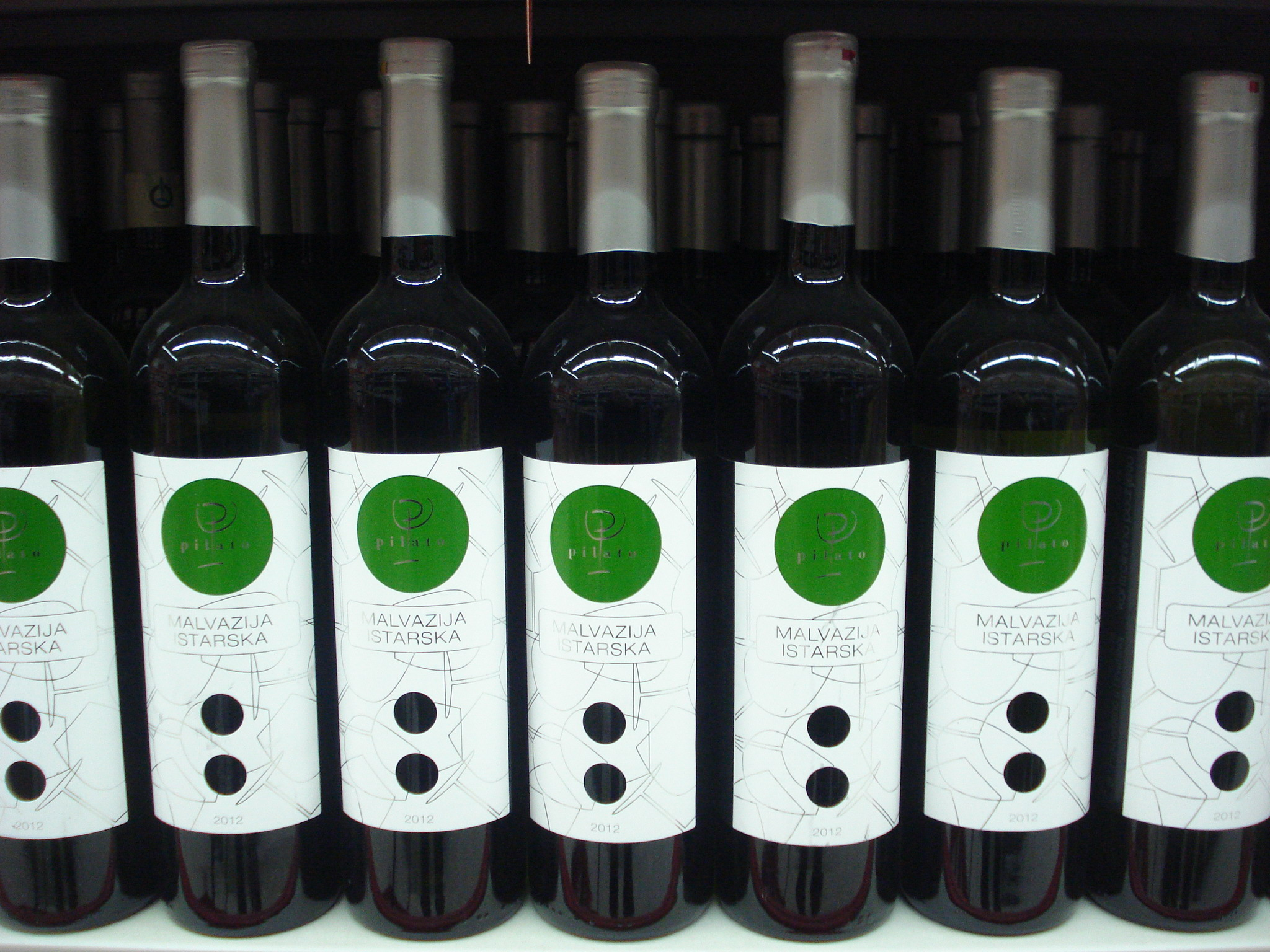
Malvasia-Istriana-Flaschen aus Kroatien

Die Rebsorte Malvasia Istriana ist auch unter den Namen Bela Malvazija, Malvasia Bianca, Malvasia d'Istria, Malvasia del Carso, Malvasia Friulana, Malvasia Weiss, Malvasika Istarska Bijela, Malvazija Istarska und Malvoisie de l'Istrie bekannt.